# ホドシ駅
ホドシ駅（ホドシえき）はスロベニア共和国プレクムリェ地方ホドシ村にある、スロベニア国鉄オルモジ-ホドシ国境線の駅である。

## 駅構造

### ホーム
2面3線の地上駅。駅舎側に片側ホーム1面、島式ホーム1面の2面からなる。他に、側線を2線持つ。
| 路線                       | 方向   | 行先                                         | 備考             |
| -------------------------- | ------ | -------------------------------------------- | ---------------- |
| オルモジ - ホドシ - 国境線 | 西方向 | リュブリャナ、リイェカ、コペル、マリボル方面 | 特急、普通       |
| 25号線                     | 東方向 | ザラエゲルセグ、ブダペスト方面               | 特急、快速、普通 |

### ダイヤ[1][2]
- リュブリャナ方面
国際特急(MV)は、夏季限定運行の特急「イストリア」号と、毎日1本運行で快速クラスの停車駅の「チタデッラ」号が運行している。
特急(IC)は、一日1本「プトゥイ」号が運行されるが、途中リポヴツィまで各駅に停車する。
普通列車(RG,LV)は、平日は一日6本、日曜は一日2本、土曜日・祝日は一日1本が発車する。

- ザラエゲルセグ方面
特急は、「チタデッラ」号が一日1本のみ運行される。これは、快速クラスの停車駅で運行している。
夏季限定で、快速「イストリア」号が一日1本運行している。
普通列車は一日5本の運行。

## 隣の駅
スロベニア国鉄
オルモジ-ホドシ国境線
国際特急「イストリア」号（ハンガリーでは快速）
ムルスカ・ソボタ駅 - ホドシ駅 - エーリセントペーテル駅
国際特急「チタデッラ」号
ムルスカ・ソボタ駅 - マチコヴツィ駅（西行のみ） - ホドシ駅 - エーリセントペーテル駅
特急(IC)、普通(RG,LV)
シャロヴツィ駅 - ホドシ駅
普通
ホドシ駅 - バヤーンシェニェ駅

## その他
スロベニア国内では、レンダヴァ駅に続いて東から2番目に位置する駅で、首都リュブリャナから国内列車のみで行ける駅の中では一番東に位置する。ハンガリーとの国境に位置している。